# Dupatta
A dupatta (hindi: दुपट्टा, urdu: دوپٹا) egy hosszú kendő, ami sok pakisztáni és indiai női ruha elengedhetetlen kelléke, mint például a salwar kameez, kurta vagy egyéb nadrágkosztümök. 
A dupatta hosszú időn át egyfajta szerénység jelképe volt a dél-ázsiai ruháknak. 

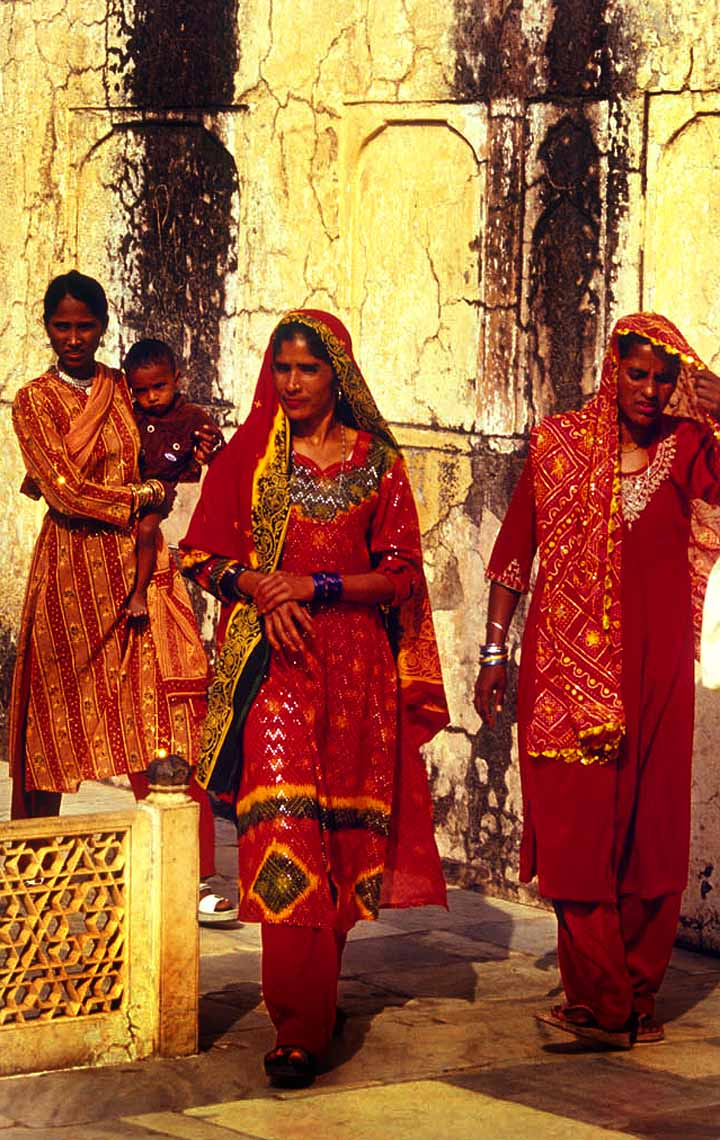
Salwar kameezt és dupattát viselő indiai nők

## A szó jelentése és formái
A dupatta ennek a fajta ruházatnak csak a modern megnevezése. Gyakrabban használatos az orhni vagy az odhani, ami „takarás”-t jelent. A dupatta néhány többi megnevezése a chunri és chunni (néha rövidítve unni-ként is ejtik a gudzsarátiak).

## Története
A dupatta eredetéről keveset tudunk. A régészek szerint a Mohenjadami és a Harappai civilizációban még nem volt jelen ez a fajta ruhanemű. A Védi Indiaiak viszont, nők és férfiak egyaránt, már használtak egyféle egyszerű, hosszú kendőt, amivel egész felsőtestüket beborították (ez volt az adivasa), a mai dupatta elődje.

## Jellemzése
A dupatta egy hosszú kendő, ami általában 2,5 – 3 méter hosszú és 1,5 méter széles. Ez tulajdonképpen egy téglalap alakú anyagdarab. Ami a díszítését illeti, lehet egyszínű, mintás, hímzett, kézzel festett vagy egyéb módon elkészítve. Hétköznapi alkalmakkor szinte bármilyen színben hordható, kivéve a fehéret, feketét és a tengerészkéket, ezek ugyanis a gyász színei.
A dupatta anyaga azon ruha anyagától függ, amelyikkel hordják. Ez lehet pamut, zsorzsett, selyem, siffon stb.

## Viselési módjai
Ez a kiegészítő az idők folyamán rengeteg módon volt használva.  
Leggyakrabban a fej vagy a nyak körül viselik. Ez a kendő egy nagyon fontos kellék az észak-indiai hindu nők számára, ugyanis ezzel fedik be a fejüket az idősebb férfiak előtt vagy egy templomba érve. Nincs kötött szabály a dupatta viselésében ám van egy-két hagyományos módja, mint például a felsőtestet eltakarva, egy vállról lelógatva, két vállat betakarva vagy csak egyszerűen a nyak körül.
A jelenlegi divat alapján egy vállról leengedve vagy csak egy kézen lelógatva hordják. Egy másik új trend szerint a rövid dupatta indo-nyugati ruhákkal vagy kurtával is viselhető, a városi viselet kiegészítőjeként. Mindezeknek ellenére a dupatta megmarad az indiai és pakisztáni öltözködési kultúra szerves részeként.